# 胡之彬
胡之彬，號文菴，河南光州人，明朝政治人物。进士出身。

## 生平
崇禎六年癸酉科河南鄉試第三十九名舉人，七年（1634年）甲戌科進士。工部觀政，本年取授山東冠縣知縣，九年丙子任鄉試同考官，十三年考察去職，十五年補真定知縣。後官户部主事。甲申降順，授偽職。又降清，官至山東按察使。

## 家族
曾祖胡仁，庠生。祖胡萬寅，夀官。父胡大鵠。